# Chiesa di Santa Teresa di Lisieux
La chiesa parrocchiale di Santa Teresa di Lisieux e San Giovanni Bosco a Viganello, ex comune poi quartiere del comune svizzero di Lugano, è stata edificata nel 1937 per iniziativa dell'allora parroco di Pazzalino Don Giovanni Guggia di Bedigliora. Fu eretta definitivamente in parrocchia il 1º giugno 1988.

## Descrizione

### Esterno
La chiesa è stata notevolmente modificata nei cinquant'anni in cui vi hanno officiato, dai padri redentoristi.
Il portico ai due lati è illuminato dalle vetrate in vetrocemento - tecnica sviluppata da Emilio Rissone - come tutte le grandi vetrate interne, la grande vetrata sopra il portico centrale (di circa 8 metri di altezza) e le vetrate circolari.

### Interno
L'interno è suddiviso in tre navate, con la navata centrale a terminare in un'abside preceduto da un mastodontico organo.  Davanti all'organo si sviluppa il presbiterio, al centro del quale si trova una mensa scolpita.
Il tabernacolo si trova in una nicchia di fondo della navata destra. Un'analoga nicchia della navata di sinistra ospita il fonte battesimale in pietra, nella forma di un cilindro a base circolare. 
Nella navata di destra, si segnala un Crocifisso ligneo a grandezza naturale.

### Organo a canne
La chiesa ospita, in fondo all'abside, l'organo a canne Mascioni opus 943, costruito nel 1972. Lo strumento, a trasmissione elettrica, ha due tastiere di 61 note ciascuna ed una pedaliera concavo-radiale di 32.